# یواس‌اس وینسلو (تی‌بی-۵)
یواس‌اس وینسلو (تی‌بی-۵) (به انگلیسی: USS Winslow (TB-5)) یک کشتی بود که طول آن 161 ft 6¾ in (49.24 m) بود. این کشتی در سال ۱۸۹۷ ساخته شد.